# Haidee
Haidee  è un nome proprio di persona inglese femminile.

## Varianti
- Femminili: Haidée[2]

### Varianti in altre lingue
- Francese: Haydée[1]
- Spagnolo: Haydée[1]

## Origine e diffusione
Si tratta di un nome di origine letteraria, creato da Lord Byron per un personaggio del suo Don Giovanni del 1819. Una sua forma modificata, Haydée, venne successivamente usata da Alexandre Dumas padre ne Il conte di Montecristo (1844-46), e quindi da Daniel Auber in Haydée, ou Le secret (1847).
L'etimologia è incerta; Byron potrebbe averlo tratto dal greco antico αιδοιος (aidoios, "modesto", "rispettoso"), oppure dal nome greco moderno Χάιδω (Chaidō, dal verbo χαϊδεύω, chaïdeuō, "accarezzare"), o ancora dall'esclamazione turca haydi! ("muoviti!", "spicciati!"). Non è invece legato ad Hayden, di origine differente.

## Onomastico
Non esistono sante che portano questo nome, quindi è adespota; l'onomastico può essere festeggiato in occasione di Ognissanti, il 1º novembre.

## Persone

### Variante Haydée
- Haydée Tamara Bunke Bider, rivoluzionaria e guerrigliera tedesca naturalizzata argentina
- Haydée Politoff, attrice francese
- Haydée Santamaría, rivoluzionaria e politica cubana
- Haydée Mercedes Sosa, cantante argentina

## Il nome nelle arti
- Haydée è un personaggio del romanzo di Alexandre Dumas Il conte di Montecristo figlia di Alì-Tebelen, Pascià di Giannina, e delle opere tratte dal romanzo.
- Haydee è un videogioco del 2016.